# 脑航员
《脑航员》是由Double Fine Productions开发的平台游戏，于2005年首次发布。该游戏最初由Majesco娱乐公司为Microsoft Windows、Xbox和PlayStation 2发布。2011年，Double Fine获得了该游戏的版权，允许该公司重新发布该游戏，并为现代游戏系统进行了更新，还为Mac OS X和Linux进行了移植。
《脑航员》讲述了玩家角色拉兹（Raz），一个具有精神能力的小男孩，他从马戏团跑出来，试图溜进一个为具有类似能力的人举办的夏令营，成为"脑航员"——具有通灵能力的间谍。他发现营地里发生了一个邪恶的阴谋，只有他能阻止。游戏的核心是探索拉兹作为训练中的脑航员遇到各种人物的奇怪而富有想象力的思想，帮助他们克服恐惧或对过去的记忆，从而获得他们的帮助并在游戏中取得进展。
续作《脑航员2》2021年发行。